# バルンバ
『バルンバ』 (BARUNBA) は、ZAPが開発しナムコより1990年4月27日に発売されたPCエンジン用横スクロールシューティングゲーム。それまでPCエンジン用へはアーケードゲームからの移植作ばかり発売していたナムコの、同機種用では初のオリジナルゲームである。
同年にMSX2に移植された。フロッピーディスク版のみで、MSX1の機能のみを使って作成されている。

## ゲーム内容

### システム
- プレイヤーは360°全方向へ攻撃が可能な機体を操り進んでいく。これが本作においての要となるシステムである。
- 全5ステージで構成。各面最後のボスを倒せば面クリアとなる。
- 武器は使い続けるとパワーダウンしていくので定期的に補給していく必要がある。
- ライフ制で敵機や敵弾に接触すると減り、無くなるとゲームオーバーとなる。地形に当たり判定はなく（最終面に例外あり）接触してもダメージを受けることはないが、スクロールにより地形に挟まれるとライフの残量に関係なくその時点でゲームオーバーとなる。
- 本作はシューティングゲームとしては珍しくスコアの概念がない。

### アイテム
特定の敵を倒すと出現。武器アイテムは一定時間で変化する。
- V（バルカン） - 連射性に優れた標準的な武器、パワーアップすると弾が大きくなる
- S（シールド） - 押し続けることにより、自機前方に敵弾を消す効果のあるシールドを張る。シールドを張った状態でボタンを離すと弾として発射する。パワーアップするとシールドが大きくなる。
- N（ナパーム） - 地形を貫通する炸裂弾を発射、発射後に再度ボタンを押すことにより任意の場所で爆発させられる。なお、炸裂前の弾には攻撃判定が無い。パワーアップすると爆発範囲が広がる。
- L（レーザー） - 敵を貫通するレーザーを発射。パワーアップすると広範囲にレーザーが撃てる。
- LIFE（ライフ） - 自機のライフが1目盛回復する。

## ステージ構成
- 1面（フロートアイランドエリア） - 浮遊都市での戦い。最初の面だけあって出現アイテムが多い。
- 2面（レイクエリア） - 水中面。自機に浮力がかかっているため、ニュートラル状態でも自機が上に移動する。また下方向への移動速度も遅くなる。
- 3面（マウンテンエリア） - 山岳地帯。山頂の火口目指して移動する前半と、火口に突入する後半に分かれる。
- 4面（ケイブエリア） - 森林・洞窟面。前触れもなく、いきなり高速で現れる敵が多く、敵の配置を覚えないと辛い。
- 5面（フォートレスエリア） - ドッペル博士の要塞。カタイ敵が多い上、出現アイテムも少ない。コンティニューしてもかなり辛い。

## 移植版
| No. | タイトル | 発売日        | 対応機種 | 開発元 | 発売元 | メディア                    | 型式       | 備考 |
| --- | -------- | ------------- | -------- | ------ | ------ | --------------------------- | ---------- | ---- |
| 1   | バルンバ | 1990年7月27日 | MSX2     | ZAP    | ナムコ | 3.5インチフロッピーディスク | NMX-900727 |      |

## スタッフ
PCエンジン版
- ゲーム・デザイン：梶井健、宮串英明
- キャラクター・デザイン：MACOT.E、M.TAMURA、D.KIYASU
- プログラム：まつだこうじ、三好弘二、吉嶺豊彦
- サウンド：伊藤真樹子、西川浩史

MSX2版
- プログラマー：宮串英明、N.NAKAMURA
- グラフィック・デザイナー：D.KIYASU、MAKOTO、M.TAMURA、A.YAMAMOTO
- ゲーム・デザイナー：梶井健
- 音楽ディレクター：伊藤真樹子
- サウンド・コンポーザー：西川浩史

## 評価
PCエンジン版
ゲーム誌『ファミコン通信』の「クロスレビュー」では合計25点（満40点）、『月刊PCエンジン』では70・70・65・80・75の平均72点（満100点）、『マル勝PCエンジン』では8・6・8・6の合計28点（満40点）、『PC Engine FAN』の読者投票による「ゲーム通信簿」での評価は以下の通り21.22点（満30点）となっている。また、この得点はPCエンジン全ソフトの中で230位（485本中、1993年時点）となっている。同雑誌1993年10月号特別付録の「PCエンジンオールカタログ'93」では、ナムコから発売された初のPCエンジン用オリジナルシューティングゲームである事を指摘した他、自機が360度全方向に攻撃可能な事を指摘した上で「そのために操作方法が複雑で難しくなっているのが欠点だ」と操作性に関して否定的なコメントで紹介されている。
| 項目 | キャラクタ | 音楽 | 操作性 | 熱中度 | お買得度 | オリジナリティ | 総合  |
| 得点 | 3.91       | 3.68 | 2.90   | 3.56   | 3.31     | 3.87           | 21.22 |